# Igreja Matriz Nossa Senhora da Pena
A igreja Matriz Nossa Senhora da Pena é uma igreja localizada na cidade de Porto Seguro, estado da Bahia, Brasil. Foi uma das primeiras igrejas no país dedicadas à devoção de Nossa Senhora da Pena.[carece de fontes?]
Iniciada em 1730, sobre as ruínas da antiga igreja matriz da vila (datada do século XVI), sua construção arruinou-se antes de ser concluída. Foi reformulada e finalizada em 1773 quando a Coroa Portuguesa incorporou a Capitania de Porto Seguro.[carece de fontes?]
Seu destaque arquitetônico é a torre com dois vãos sineiros, única na Bahia e semelhante à da Igreja do Mosteiro de São Bento, no Rio de Janeiro. Conserva ainda seu antigo púlpito de madeira.[carece de fontes?]
A igreja é tombada pelo Instituto do Patrimônio Histórico e Artístico Nacional (IPHAN) desde 1968, sob o processo 800-T-68, intitulado Conjunto Arquitetônico e Paisagístico da Cidade Alta de Porto Seguro, que engloba o Marco do Descobrimento, o Paço Municipal, as Ruínas do Fortim (incluindo duas peças de artilharia presentes ali e o canhão que jaz perto da praia), as ruínas da Igreja de São Francisco de Assis do Outeiro da Glória, Igreja Nossa Senhora da Misericórdia e o cemitério anexo.